# Katastrofa lotu TEAM Linhas Aéreas 6865
Katastrofa lotu TEAM Linhas Aéreas 6865 – wypadek lotniczy samolotu Let L-410 Turbolet, należącego do TEAM Linhas Aéreas, do którego doszło 31 marca 2006 w szczyt Pico da Pedra Bonita w Brazylii. W wyniku wypadku śmierć poniosło 19 osób (17 pasażerów i 2 członków załogi) – wszystkie osoby, które znajdowały się na pokładzie.

## Wypadek
Załoga oświadczyła, że ma zamiar anulować plan lotu IFR i dodała, że chce kontynuować lot zgodnie z przepisami dotyczącymi lotów z widocznością (VFR). Zostało to zatwierdzone przez kontrolera ruchu lotniczego. Następnie załoga uzyskała zgodę na zejście na wysokość 2000 stóp, przechyliła samolot w lewo, który uderzył w wierzchołki drzew i rozbił się o szczyt Pico da Pedra Bonita. Uderzenie zabiło wszystkich na pokładzie.

## Dochodzenie
19 marca 2007 roku CENIPA opublikowała raport końcowy, w którym stwierdzono, że katastrofa została sklasyfikowana jako kontrolowany lot w ku ziemi i była spowodowana błędem pilota. Według CENIPA warunki pogodowe na tym obszarze były wówczas złe i wykonanie lotu VFR było niemożliwe.